# الیزابت پترسون (هنرپیشه)
الیزابت پترسون (انگلیسی: Elizabeth Patterson؛ ۲۲ نوامبر ۱۸۷۴ – ۳۱ ژانویهٔ ۱۹۶۶) هنرپیشه اهل ایالات متحده آمریکا بود. از فیلم‌ها و مجموعه‌های که وی در آن نقش داشته است، می‌توان به عاشقتم لوسی، امشب عاشقم باش و دلفریب اشاره کرد.